# Anthrimecus
Anthrimecus es un género de coleópteros de la familia Anthribidae.

## Especies
Contiene las siguientes especies:
- Anthrimecus alternans Motschulsky, 1874